# 성룡의 홍번구
《성룡의 홍번구》(중국어: 紅番區, 영어: Rumble In The Bronx)는 1995년에 골든 하베스트가 제작한 홍콩, 캐나다 합작 영화로 성룡이 주연하였다. 주요 내용은 성룡이 동네 건달들을 설득하고 악당인 백호를 혼내준다는 이야기이다. 많은 사람들이 재미는 있지만, 권선징악적인 스토리는 빈약하다 못해 유치하다는 평가를 내렸다.

## 줄거리
홍콩 경찰관 아강은 외삼촌 빌과 그의 슈퍼마켓에서 아프리카계 미국인 약혼녀 휘트니의 결혼식에 참석하기 위해 뉴욕에 온다. 그는 슈퍼마켓을 의령이라는 젊은 여성에게 팔았다. 그날 밤, 한 폭주족이 빌 외삼촌의 아파트 근처에서 오토바이 경주를 시작하고 아강은 뛰어내려 그들을 막는다. 그는 폭주족들이 의령의 슈퍼마켓을 강탈하고 훼손하려 한 것을 막아낸 후 그들과 불화를 시작한다. 일련의 난투가 벌어지고, 폭주족들은 아강을 궁지에 몰아넣고 해치우려 한다. 폭주족들이 아강에게 유리병을 던지는 공격을 한 후, 아강은 심하게 다친 채 집으로 돌아온다. 그의 이웃 낸시(란제리 댄서이자 폭주족 리더 토미의 여자친구)와 그녀의 남동생 대니(아강을 좋아하는 중국계 미국인 대마비 환자)가 그를 돌보고 상처를 치료해준다.
엔젤이라는 폭주족이 불법 다이아몬드 거래에 연루되어 다이아몬드를 훔치자, 폭주족들은 자신도 모르게 화이트 타이거라는 남자가 이끄는 거대한 악랄한 범죄 조직의 표적이 된다. 화이트 타이거의 부하들에게서 도망치던 중 엔젤은 아강이 대니의 휠체어에 무심코 사용하던 쿠션 안에 다이아몬드를 숨긴다. 아강은 낸시와 친구가 되고, 그녀가 일하는 허름한 클럽에 방문하여 그녀에게 범죄와 멀리하라고 조언한다. 그녀를 다시 방문한 후, 아강은 FBI 요원으로 위장한 갱스터들을 만나는데, 그들은 아강에게 자신들이 찾고 있는 "도난품"을 찾으면 연락해달라고 요청한다. 폭주족들이 아강과 낸시가 밤에 클럽에서 만나는 것을 우연히 목격한 후, 그들은 의령의 슈퍼마켓을 망가뜨리고, 이 과정에서 엔젤의 부하 두 명이 엔젤을 찾기 위해 슈퍼마켓에 나타난 화이트 타이거의 부하들에게 붙잡힌다. 엔젤의 친구들은 그의 다이아몬드 강탈을 모르고 있었고, 그 중 한 명은 나무 파쇄기로 처형된다. 이 최신 공격 이후 아강과 낸시는 폭주족의 본부로 가고, 아강은 또 다른 난투에서 그들을 제압한다.
살아남은 납치된 폭주족이 돌아와 동료의 살해를 보고하자, 폭주족들은 아강과 화해하고 그와 협력하여 엔젤과 다이아몬드를 찾아 FBI에 넘겨준다. 엔젤이 가짜 FBI 요원들을 식별하자, 그들은 즉시 가장을 그만둔다. 토미와 낸시는 인질로 잡혀가지만, 아강과 그를 지키던 갱스터들은 소년의 휠체어에서 다이아몬드를 발견한다. 아강은 경비들을 물리치고, 의령의 가게로 가서 화이트 타이거에게 교환을 제안하지만, 화이트 타이거는 그의 요구를 거절하고 자신의 주장을 관철시키기 위해 슈퍼마켓을 부수어 다이아몬드를 잔해 속에 묻어버린다. 아강은 수년 동안 화이트 타이거에 대한 확실한 증거를 확보하려던 경찰을 개입시키기로 결정하지만, 인계는 실패한다. 화이트 타이거의 부하들은 호버크래프트를 탈취하고 아강과 경찰이 그들을 추격한다. 호버크래프트는 도시 거리를 질주하며 많은 재산 피해를 입힌다. 아강은 골동품 가게에서 구부러진 검과 징발한 스포츠카를 사용하여 호버크래프트를 측면으로 밀어붙이고 고무 스커트를 찢어 차량을 파괴함으로써 추격을 끝낸다.
조직원들에게 토미와 낸시의 위치를 밝히게 한 후 그들을 풀어준 아강은 수리된 호버크래프트를 화이트 타이거가 골프를 치고 있는 골프장으로 몰고 간다. 경찰의 승인과 의령, 토미, 낸시의 동행하에 아강은 골프장에 침입하여 화이트 타이거를 들이받아 옷이 찢어진 채 바닥에 쓰러뜨린다.

## 흥행 기록
홍콩 개봉시에 홍번구는 56,911,136 홍콩 달러를 벌어들였고, 그 해의 최대 흥행 영화인 동시에 성룡의 사상 최대 흥행작 중 하나이기도 하다.
또한 북미에서도 흥행에 성공하였는데, 1,736개 상영관에서 개봉하여 개봉 첫 주말에 $9,858,380를 벌어들이며 전미 박스오피스 1위를 기록하였다(상영관 당 $5,678). 북미 총 흥행 기록은 $32,392,047였다.
중국 본토(중화인민공화국)에서는 그때까지 개봉된 모든 홍콩 영화 중 최초로 흥행 수입 1억 위안을 돌파하기도 했다.

## 배역
- 성룡 - 아강
- 매염방 - 엘렌
- 엽방화 - 낸시

## 한국판 성우진

### SBS (1997년 9월 13일)
- 홍시호 - 아강(성룡)
- 안경진 - 의령(매염방)
- 지미애 - 낸시(엽방화)
- 장정진 - 토미(마크 에이커스트림)
- 황원 - 마표(동표)
- 이윤선 - 엔젤(가빈 크로스)
- 노민 - 경찰서장(알프 험프레이즈)
- 김현직 - 마피아 두목(크리스 로드)
- 성병숙 - 대니(모건 임)
- 이명호 - 토미의 부하(설춘위)
- 이윤연 - 엘렌의 중개인(악화)
- 임성표 - 마표의 친구(륙검명)
- 손원일 - 가게 남성(리 솔렌베르거)
- 박규웅 - 마피아 두목의 부하(조던 레넉스)
- 박조호 - 토미의 부하(랜스 깁슨)
- 황재경 - 마표의 아내(케리 스파크)
- 문관일 - 토미의 부하(데이빗 후퍼)
- 김희선 - 계산원(알레시아 페이지티)

### KBS (2002년 8월 18일)
- 김일 - 아강(성룡)
- 서혜정 - 엘렌(매염방)
- 이선 - 낸시(엽방화)
- 안종국
- 황원
- 김정미
- 이종구
- 성창수
- 이재용
- 홍승섭
- 김관진
- 장호비
- 이주원
- 안용욱
- 윤세웅
- 이현주